# Simning vid världsmästerskapen i simsport 2022 – Herrarnas 200 meter bröstsim
Herrarnas 200 meter bröstsim vid världsmästerskapen i simsport 2022 avgjordes mellan den 22 och 23 juni 2022 i Donau Arena i Budapest i Ungern.
Australiska Zac Stubblety-Cook tog guld efter ett lopp på tiden 2.07,07. Japanska Yu Hanaguruma och svenska Erik Persson blev delade silvermedaljörer.

## Rekord
Inför tävlingens start fanns följande världs- och mästerskapsrekord:
|                   | Namn               | Nation     | Tid     | Ort                  | Datum        |
| ----------------- | ------------------ | ---------- | ------- | -------------------- | ------------ |
| Världsrekord      | Zac Stubblety-Cook | Australien | 2.05,95 | Adelaide, Australien | 19 maj 2022  |
| Mästerskapsrekord | Anton Tjupkov      | Ryssland   | 2.06,12 | Gwangju, Sydkorea    | 26 juli 2019 |

## Resultat

### Försöksheat
Försöksheaten startade den 22 juni klockan 09:50.
| Placering | Heat | Bana | Namn                        | Nationalitet             | Tid              | Noteringar       |
| --------- | ---- | ---- | --------------------------- | ------------------------ | ---------------- | ---------------- |
| 1         | 5    | 4    | Zac Stubblety-Cook          | Australien               | 2.09,09          | 0Q0              |
| 2         | 5    | 6    | Caspar Corbeau              | Nederländerna            | 2.09,15          | 0Q0              |
| 3         | 3    | 6    | Charlie Swanson             | USA                      | 2.09,36          | 0Q0              |
| 4         | 3    | 5    | Erik Persson                | Sverige                  | 2.09,58          | 0Q0              |
| 5         | 3    | 7    | Anton McKee                 | Island                   | 2.09,69          | 0Q0              |
| 6         | 4    | 3    | Yu Hanaguruma               | Japan                    | 2.09,86          | 0Q0              |
| 7         | 3    | 4    | Matti Mattsson              | Finland                  | 2.10,05          | 0Q0              |
| 8         | 4    | 5    | Ryuya Mura                  | Japan                    | 2.10,20          | 0Q0              |
| 9         | 5    | 5    | Nic Fink                    | USA                      | 2.10,27          | 0Q0              |
| 10        | 4    | 4    | Arno Kamminga               | Nederländerna            | 2.10,33          | Drog sig ur      |
| 11        | 4    | 6    | Cho Sung-jae                | Sydkorea                 | 2.10,69          | 0Q0              |
| 12        | 4    | 7    | Dawid Wiekiera              | Polen                    | 2.10,86          | 0Q0              |
| 13        | 5    | 3    | James Wilby                 | Storbritannien           | 2.11,29          | 0Q0              |
| 14        | 5    | 7    | Lyubomir Epitropov          | Bulgarien                | 2.11,52          | 0Q0              |
| 15        | 5    | 1    | Denis Petrashov             | Kirgizistan              | 2.11,88          | 0Q0              |
| 16        | 3    | 3    | Matthew Wilson              | Australien               | 2.11,89          | 0Q0              |
| 17        | 3    | 0    | Amro Al-Wir                 | Jordanien                | 2.11,99          | 0Q0              |
| 18        | 3    | 2    | Antoine Viquerat            | Frankrike                | 2.12,27          |                  |
| 19        | 3    | 1    | Caio Pumputis               | Brasilien                | 2.12,72          |                  |
| 20        | 4    | 2    | Andrius Šidlauskas          | Litauen                  | 2.13,13          |                  |
| 21        | 2    | 7    | Maksym Ovtjinnikov          | Ukraina                  | 2.13,33          |                  |
| 22        | 5    | 2    | Qin Haiyang                 | Kina                     | 2.13,35          |                  |
| 23        | 2    | 3    | James Dergousoff            | Kanada                   | 2.13,89          |                  |
| 24        | 2    | 6    | Daniils Bobrovs             | Lettland                 | 2.13,96          |                  |
| 25        | 3    | 8    | Maximillian Wei Ang         | Singapore                | 2.14,14          |                  |
| 26        | 5    | 8    | Savvas Thomoglou            | Grekland                 | 2.14,20          |                  |
| 27        | 2    | 5    | Cai Bing-rong               | Kinesiska Taipei         | 2.15,46          |                  |
| 28        | 2    | 8    | Constantin Malachi          | Moldavien                | 2.16,25          |                  |
| 29        | 5    | 0    | Phạm Thanh Bảo              | Vietnam                  | 2.17,34          |                  |
| 30        | 4    | 9    | Taichi Vakasama             | Fiji                     | 2.17,49          |                  |
| 31        | 2    | 4    | Bernhard Tyler Christianson | Panama                   | 2.18,77          |                  |
| 32        | 2    | 9    | Liam Davis                  | Zimbabwe                 | 2.19,62          |                  |
| 33        | 2    | 1    | Jonathan Cook               | Filippinerna             | 2.19,95          |                  |
| 34        | 3    | 9    | Adriel Sanes                | Amerikanska Jungfruöarna | 2.20,41          |                  |
| 35        | 1    | 5    | Abdulaziz Al-Obaidly        | Qatar                    | 2.21,82          |                  |
| 36        | 1    | 2    | Saud Ghali                  | Bahrain                  | 2.23,68          |                  |
| 37        | 1    | 4    | Jonathan Chung Yee          | Mauritius                | 2.24,36          |                  |
| 38        | 2    | 0    | Arnoldo Herrera             | Costa Rica               | 2.24,46          |                  |
| 39        | 1    | 6    | Brandon Schuster            | Samoa                    | 2.25,04          |                  |
| 40        | 1    | 3    | Andrej Stojanovski          | Nordmakedonien           | 2.26,11          |                  |
| 41        | 4    | 0    | Adam Chillingworth          | Hongkong                 | Diskvalificerade | Diskvalificerade |
| 41        | 4    | 1    | Christopher Rothbauer       | Österrike                | Diskvalificerade | Diskvalificerade |
| 41        | 4    | 8    | Carles Coll                 | Spanien                  | Diskvalificerade | Diskvalificerade |
| 41        | 5    | 9    | Ron Polonsky                | Israel                   | Diskvalificerade | Diskvalificerade |
| 41        | 1    | 7    | Luis Sebastian Weekes       | Barbados                 | Startade inte    | Startade inte    |
| 41        | 2    | 2    | André Klippenberg Grindheim | Norge                    | Startade inte    | Startade inte    |

### Semifinaler
Semifinalerna startade den 22 juni klockan 18:45.
| Placering | Heat | Bana | Namn               | Nationalitet   | Tid             | Noteringar      |
| --------- | ---- | ---- | ------------------ | -------------- | --------------- | --------------- |
| 1         | 2    | 4    | Zac Stubblety-Cook | Australien     | 2.06,72         | 0Q0             |
| 2         | 2    | 3    | Anton McKee        | Island         | 2.08,74         | 0Q0             |
| 3         | 1    | 3    | Yu Hanaguruma      | Japan          | 2.08,75         | 0Q0             |
| 4         | 1    | 5    | Erik Persson       | Sverige        | 2.08,84         | 0Q0             |
| 5         | 2    | 6    | Matti Mattsson     | Finland        | 2.09,04         | 0Q0             |
| 6         | 1    | 4    | Caspar Corbeau     | Nederländerna  | 2.09,17         | 0Q0             |
| 7         | 2    | 2    | Nic Fink           | USA            | 2.09,23         | 0Q0             |
| 8         | 1    | 6    | Ryuya Mura         | Japan          | 2.09,69         | 0Q0             |
| 9         | 1    | 2    | Cho Sung-jae       | Sydkorea       | 2.09,81         |                 |
| 10        | 1    | 7    | James Wilby        | Storbritannien | 2.09,85         |                 |
| 11        | 2    | 5    | Charlie Swanson    | USA            | 2.09,89         |                 |
| 12        | 1    | 1    | Denis Petrashov    | Kirgizistan    | 2.11,00         |                 |
| 13        | 1    | 8    | Amro Al-Wir        | Jordanien      | 2.11,05         |                 |
| 14        | 2    | 1    | Lyubomir Epitropov | Bulgarien      | 2.11,01         |                 |
| 15        | 2    | 8    | Matthew Wilson     | Australien     | 2.11,44         |                 |
| –         | 2    | 7    | Dawid Wiekiera     | Polen          | Diskvalificerad | Diskvalificerad |

### Final
Finalen startade den 23 juni klockan 19:28.
| Placering | Bana | Namn               | Nationalitet  | Tid     | Noteringar |
| --------- | ---- | ------------------ | ------------- | ------- | ---------- |
| 1         | 4    | Zac Stubblety-Cook | Australien    | 2.07,07 |            |
| 2         | 3    | Yu Hanaguruma      | Japan         | 2.08,38 |            |
| 2         | 6    | Erik Persson       | Sverige       | 2.08,38 |            |
| 4         | 8    | Ryuya Mura         | Japan         | 2.08,86 |            |
| 5         | 1    | Nic Fink           | USA           | 2.09,05 |            |
| 6         | 5    | Anton McKee        | Island        | 2.09,37 |            |
| 7         | 7    | Caspar Corbeau     | Nederländerna | 2.09,62 |            |
| 8         | 2    | Matti Mattsson     | Finland       | 2.09,65 |            |